# 양우조
양우조(楊宇朝, 1896년 3월 29일 ~ 1964년 9월 24일)는 한국의 독립운동가이다. 아호는 소벽(少碧), 본관은 중화이다.

## 생애
평남 강서군 증산면 취룡리에서 양기영의 6남 중 다섯째로 태어났다. 조실부모하여 동생 양익조와 함께 이모 박씨 아래서 자라며 한학을 공부하다가, 강명화 (건국훈장 애족장)의 딸 강영실과 1915년 결혼하였다. 강명화는 1905년 아들 영문, 영소, 영상, 영각을 데리고 미국으로 건너간 지역 유지이자 개화한 지주였다.  이들 부자들은 훗날 모두 독립운동에 헌신하여 강명화와 차남 강영소 (건국훈장 독립장)은 대한인국민회 북미지방 총회장을 역임했다.  영대, 영문, 영상, 영각도 건국훈장과 건국포장을 받아 이 집안은 아버지, 아들, 사위까지 모두 일곱명이 건국훈장을 받은 독립유공자 가족이다.  
1917년 장인 강명화의 주선으로 상해를 거쳐 미국으로 유학을 떠났다.  이미 21세의 나이였으나 인디애나주의 초등학교에서부터 공부를 시작하여 중학교를 졸업한 뒤 1924년 매사추세츠 공과대학 뉴벳포드 방직학과에 입학하여 방직 기술을 공부했다.  1921년에는 손위 처남 강영소가 발기인중 하나인 흥사단에 가입 (단우번호 199)했고, 1927년 같은 시기 유학했던 고향 친구 최희송, 오정수와 함께 귀국했다.  일제의 방해로 고향에 방직공장을 세우려던 꿈을 접고, 1930년대 초반 강영대, 강영소, 강영문의 지원으로 상하이로 건너가 독립 운동에 뛰어들었다.
이후 한국독립당에 가담해 활동했고 기관지 《한성(韓聲)》을 발행했으며, '삼민주의란 무엇인가'를 최초로 번역하여 독립후 어떤 나라를 만들 것인가를 고민했다. 임시정부에서는 의정원, 생계부, 재무부에서 다양한 보직을 수행했고 광복군 정훈처에서 정령을 지냈다. 광복후에는 1946년 귀국하여 3.1동지회 회장 등을 지냈다.
양우조는 1937년 중국에서 이화여전 출신 최선화(건국훈장 애족장)를 만나 재혼하였다. 1938년 중국에서 딸 양제시를 낳으면서 부인과 함께 육아일기를 겸한 일기장을 1946년 귀국 때까지 작성했는데, 이 내용은 1997년 '제시의 일기'라는 제목으로 출간되었다.  2022년 천안 독립기념관에 양우조 어록비가 설치되었다.

### 평가
- 1963년 - 건국훈장 독립장이 수여되었다.
- 1999년 - 국가보훈처 선정 9월의 독립운동가.

### 유언
과거를 회고하건대, 좋게 말해서 나의 일생은 국가와 민족이 사람다운 생을
살기위하여 희생된 인생 중 일인이었다고 하련다.....이 몸은 이제 세상사와
멀리 하였거니와 생전 함께 한 가족은 부디 명심하여 고인의 미진한 애국애족
정신, 즉 전체 동포의 위복을 위하여 노력하는 동시에 개인의 일도 잊지 말아라. 개인은 전체의 일분자요, 일분자가 모여 대체가 되는법이다.
그러나, 비겁은 취하지 말고, 절대 자존심을 굽히지 말아라.

## 참고자료
- 대한민국 국가보훈처, 이 달의 독립 운동가 상세자료 - 양우조, 1999년
- KBS, 광복절 특별기획 3부작 - 발굴다큐멘터리 독립전쟁 (연출:박석규,권오대), 2001년